# Dystrykt Kambia
Dystrykt Kambia – dystrykt w Sierra Leone. Stolicą jest Kambia. W 2004 roku w tejże jednostce administracyjnej mieszkało 277 tys. ludzi. 
Liczba ludności dystryktu w poszczególnych latach:
- 1963 – 137 806
- 1974 – 155 341
- 1985 – 186 231
- 2004 – 276 989